# گودی جمجمه‌ای میانی
گودی جمجمه‌ای میانی (انگلیسی: Middle cranial fossa) در جلو از کنار خلفی بال‌های کوچک اسفنوئید، زوائد کلنوئید قدامی و لبه قدامی ناودان چلیپایی (کیاسماتیک) و در عقب، کنار فوقانی پتروز گیجگاهی و دورسوم سلا و در طرفین بال بزرگ اسفنوئید، زاویه قدامی زیرین استخوان آهیانه و صدف استخوان گیجگاهی تشکیل شده است.
این حفره عمیق‌تر و وسیع‌تر از حفره مغزی قدامی است.